# Sömnmyokloni
Sömnmyokloni eller periodiska benrörelser under sömnen är en sömnstörning som yttrar sig i häftiga benrörelser under sömnen som gör att personen ideligen vaknar. I vaket tillstånd är personen omedveten om benrörelserna.
ICD-10 räknar sömnmyokloni endast som en egen diagnos om tillståndet i sig är ett problem. I annat fall definieras det som ett symtom på icke-organisk insomni.

## Symtom
Sömnmyokloni definieras som att personen har ofrivilliga och häftiga benrörelser (sparkar runt i sömnen), eller att tårna dras samman, att höfter, lår eller skenben rör sig flera gånger. På grund av detta vaknar personen, och får därmed sömnbrist till följd av att den inte får någon ihållande sömn. Dagtid blir då personen trött och sömnig (hypersomni). Tillståndet uppkommer under sömn. Myokloni under vaket tillstånd förekommer vid epilepsi, läkemedelsutlöst, och Creutzfeldt–Jakobs sjukdom. Det kan misstas för kramp och rastlösa ben. Sådana sjukdomar är dock inte förenade med den allmänna ökade vakenhetsgrad som hör till sömnmyokloni. Om personen har myokloni dagtid tyder det på att tillståndet inte är psykogent.

## Orsak
Etiologin bakom PLMD (efter engelskans Periodic limb movement disorder) är mestadels okänd, men i många fall så har patienterna även neurologiska sjukdomar som Parkinsons sjukdom eller narkolepsi. Medicinska bieffekter tycks även ha en roll, då flertalet olika psykofarmaka (antidepressiva: SSRI-er, tricykliska, SNRI-er (venlafaxin), samt mirtazapin) ökar risken för att drabbas av PLMD. 
En studie har också visat ett samband mellan PLMD och posttraumatiskt stressyndrom.
Även stigande ålder tycks vara en riskfaktor för att utveckla PLMD.

## Förekomst
PLMD uppskattas förekomma hos ca 4% av den vuxna befolkningen (åldrarna 15-100 år), men förekommer oftare i högre åldersgrupper, särskilt bland kvinnor där upp till 11% kan ha symtom.